# Zaffer
Zaffer, auch Saflor, Safflor oder Kobaltsaflor bzw. Kobaltsafflor genannt, wird durch Erhitzen von Cobalterzen hergestellt. Es diente vom 16. bis ins 20. Jahrhundert als Ausgangsstoff zur Herstellung von Smalte, einem blauen, feuerfesten und glasartigen Pigment, das auch in Ölfarben verwendet wurde. Außerdem werden damit Kobaltglas (kobaltblau gefärbtes Glas), gefärbtes – vor allem in der Farbe Blau – Porzellan oder entsprechende Porzellanglasuren hergestellt. Die Herstellung von Zaffer erfolgte in den Blaufarbenwerken.

## Herstellung, Zusammensetzung und Verwendung

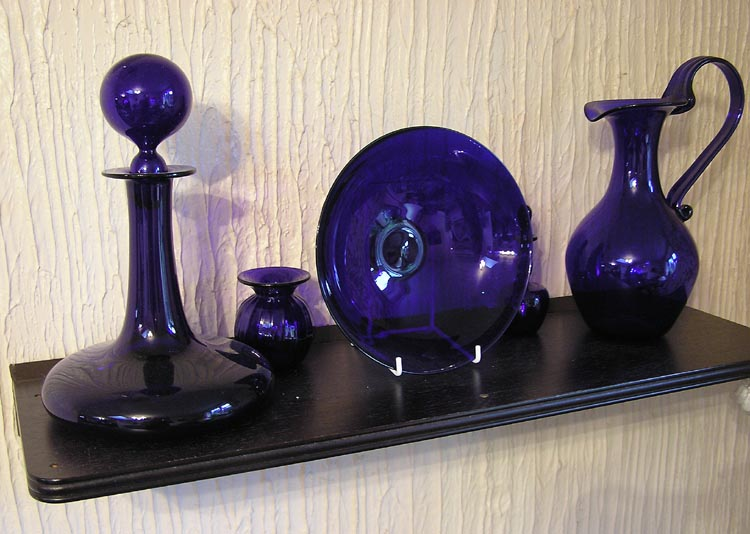
Kobaltblaue Gläser. Eine solche Färbung kann mit Hilfe von Zaffer hergestellt werden.

Zaffer ist das Produkt, das beim Rösten von Cobalterzen entsteht. Es besteht vor allem aus Cobaltoxiden (vor allem Cobalt(II,III)-oxid Co3O4, zudem auch Cobalt(II)-oxid CoO und Cobalt(III)-oxid Co2O3), die mit Arsenaten und Nickelverbindungen gemischt sind. Zaffer wird als Zwischenprodukt bei der Aufbereitung von Cobalterzen erhalten, es kann dann durch Reinigung zu Cobaltoxiden weiterverarbeitet werden. Früher wurde Zaffer auch als Pigment gehandelt, wobei es in Form der ungereinigten Mischung zum Färben von Porzellan, Fayencen und Glas verwendet wurde. Es wurden vor allem blaue, aber auch schwarze und schwarzbraune Glasuren damit hergestellt. Außerdem wurde es auch zur Herstellung von Zaubertinten genutzt.

### Reaktionsgleichungen
Idealisierte beispielhafte Reaktionsgleichungen für die Herstellung von Zaffer sind – bei Bedingungen, unter denen vor allem Cobalt(II,III)-oxid entsteht:
Für die Darstellung aus Skutterudit (Speiskobalt):
{\displaystyle \mathrm {12\ CoAs_{3}+35\ O_{2(g)}\longrightarrow 4\ Co_{3}O_{4(s)}+18\ As_{2}O_{3}\uparrow } }
Für die Darstellung aus Safflorit (faseriger, weißer Speiskobalt):
{\displaystyle \mathrm {6\ CoAs_{2}+13\ O_{2(g)}\longrightarrow 2\ Co_{3}O_{4(s)}+6\ As_{2}O_{3}\uparrow } }
Der Arsenanteil oxidiert zu Arsen(III)-oxid (As2O3, Arsenik). Dieses ist in der Hitze flüchtig – As2O3 sublimiert schon bei 321 °C. Es wird im Giftfang möglichst aufgefangen und dann als „Giftmehl“ gesammelt.

## Eigenschaften und Handelsformen
Je nach verwendetem Erz ist Zaffer ein graubraunes oder rötliches bis bläuliches Pulver. Es kam auch mit Quarzmehl oder Sand zusammengemahlen in den Handel.
Zaffer kann nur schwer geschmolzen werden, weshalb bei der Herstellung von Smalte die Zugabe von ausreichend Quarz und Pottasche wichtig ist.
Aufgrund des Cobalt- und vor allem des Arsengehaltes ist Zaffer giftig. „Smalte und Zaffer sind Pigmente, welche der Gesundheit schaden, wenn etwas davon in den Leib des Menschen kommt.“

## Historisches
Georgius Agricola (1494–1555), der in seinen Schriften auch Cobalterze, insbesondere die Cobaltarsenate, beschrieb, nennt den Begriff Zaffer nicht. Es wird aber davon ausgegangen, dass er die Substanz kannte, da er ein Erz erwähnt, mit dessen Hilfe man Glas und Irdengut blau färben kann. Die erste bekannte namentliche Erwähnung von Zaffer bzw. dem italienischen „Zaffera“ erfolgte durch Vannoccio Biringuccio (1480–1537) in seinem 1540 in Venedig veröffentlichten Werk. Das in Venedig hergestellte Kobaltblau beruhte wohl auf Erzen, die aus Kaschan im heutigen Iran oder dem Oman kamen, wo Kobaltblau schon seit Jahrhunderten bekannt war.
In Deutschland wurde die Herstellung von Zaffer angeblich 1520 durch den deutschen Alchemisten Peter Weidenhammer eingeführt; er soll durch den Verkauf des Pigments wohlhabend geworden sein. Der Glasmacher Christoph Schürer begann zwischen 1540 und 1560 mit der Herstellung von Kobaltglas im böhmischen Teil des Erzgebirges. Seit dem Jahre 1470 war das sächsische Erzgebirge, speziell das Schneeberger Gebiet, der bedeutendste Lieferant von Cobalterz und Zaffer.
Der Priester, Glasmacher und Alchemist Antonio Neri (1576–1614) veröffentlichte 1612 in seinem Buch über die Glasmacherkunst eine Beschreibung der Herstellung von Zaffer durch Erhitzen im Ofen und anschließendes Waschen mit Essig und Wasser.
Der Chemiker Johann Albrecht Gesner veröffentlichte 1744 ein Buch über die Bereitung von Zaffer und Smalte aus Kobalterzen. Darin erklärt er, der Name Zaffer leite sich ohne Zweifel vom Saphir und seiner Farbe ab, da Saflor eine Zusammenziehung von sapphiri color, Saphirfarbe, sei.

## Farbtonbezeichnung
Die Farbe des Rohstoffes Zaffer variiert je nach Zusammensetzung. Im englischen Sprachraum nutzt man aber das dem Kobaltsafflor entsprechende Wort „Zaffre“ zur Beschreibung eines bestimmten dunkelblauen Farbtons:
| Farbton „Zaffre“ im angelsächsischen Gebrauch sRGB: 0 20 168 | zaffre color – hex #0014a8 |